# Vasili al IV-lea al Rusiei
Vasili al IV-lea al Rusiei (rusă Василий IV Иванович Шуйский, Vasíliy Ivánovich Shúyskiy, alte transliterări: Vasily, Vasilii)), (n. 1552, Nijni Novgorod, Țaratul Rusiei – d. 12 septembrie 1612, Gostynin, Mazovia, Polonia)  a fost Țar al Rusiei între 1606 și 1610, după uciderea Falsului Dmitri I. Domnia sa a căzut în timpul Timpurilor tulburi. A fost singurul membru al Casei Șuiski care a devenit Țar și ultimul membru al dinastiei Rurik care a domnit.

## Biografie
Vasili Șuiski era mic de statură, aproape orb și avea o fire superstițioasă și uneltitoare. Pretenția lui la tronul Rusiei se baza în parte pe un arbore genealogic în care figura fratele mai mare al lui Alexandr Nevski. În tinerețe, Vasili a fost membru al gărzii de corp al lui Ivan al IV-lea. El era sprijinit de comunitatea negustorilor din Moscova, dar era privit cu suspiciune de mulți boieri, fapt care l-a determinat să le facă anumite promisiuni.
Încercările lui Vasili de a reinstaura ordinea prin împiedicarea țăranilor de a părăsi moșiile stăpânilor lor și prin crearea unui registru al sclavilor au eșuat, deoarece autoritatea sa nu se extindea pe tot teritoriul țării. În scurt timp și-a îndepărtat familiile boierești importante, inclusiv familia Romanov.
Au început să circule zvonuri că Falsul Dmitri scăpase în mod miraculos. Guvernul lui Vasili Șuiski a supraviețuit unei mari rebeliuni care a avut loc în perioada 1606-1607 și a fost condusă de prințul Șahovskoi și un hatman cazac și fost sclav de la galere, pe nume Ivan Bolotnikov. Victoria lui Vasili asupra rebelilor s-a datorat în mare parte talentului de general al nepotului lui, prințul Mihail Skopin-Șuiski. După înăbușirea revoltei în octombrie 1607, a apărut un nou pretendent la tron. Falsul Dmitri II a reușit cu ușurință să adune o armată de polonezi, cazaci și ruși infideli. Nici el și nici sprijinitorii lui nu credeau cu adevărat că este fiul lui Ivan al IV-lea. Deși nu semăna deloc cu Falsul Dmitri I, atât Maria, mama adevăratului Dmitri, cât și Marina, soția Falsului Dmitri I, i-au sprijinit pretențiile la tron.
Marina a trăit cu el și i-a dăruit un fiu moștenitor. În 1608 Faslul Dmitri II și-a stabilit reședința lângă Moscova, de unde și-a exercitat autoritatea asupra unei mari părți a ducatului Moscovei.
Incapabil să-l răstoarne pe Falsul Dmitri II, Vasili Șuiski i-a chemat în ajutor pe suedezi în 1609. Prețul plătit a fost scump. Vasili a trebuit să renunțe la pretențile Rusiei asupra Livoniei, a cedat porțiuni de teritoriu și a promis să se alieze cu suedezii împotriva polonezilor.
În iulie 1610, Vasili Șuiski a fost răsturnat printr-o lovitură de stat pusă la cale de Romanovi și aliații lor, care l-au forțat să devină călugăr. A murit ca prizonier la Varșovia în 1612.

### Căsătorie
Vasili Șuiski s-a căsătorit de două ori. Prima lui soție, Elena Mihailovna Repnina, a murit înainte de alegerea sa ca țar și nu a avut copii din această căsătorie. După încoronare, Vasili a remarcat-o pe prințesa Ekaterina Buynosova-Rostovskaya, al cărui nume a fost schimbat în Maria, mai potrivit pentru o țarină consort. Împreună ei au avut două fiice, Anna și Anastasia; amândouă au murit în copilărie în timpul domniei tatălui lor și au fost înmormântate la Kremlin. Cum și ceilalți frați ai lui Vasili, prinții Dmitri Șuiski și Ivan Șuiski au murit fără moștenitori, linia principală a casei Șuiski s-a stins după moartea celui din urmă în 1638.